# 定塘镇
定塘镇，是中华人民共和国浙江省宁波市象山县下辖的一个乡镇级行政单位。

## 行政区划
定塘镇下辖以下地区：
定塘社区、渡头村、周岙村、沙地村、定山村、洋岙村、下营村、方前村、葫芦门村、大湾山村、田洋湖村、岙底村、新岙村、小湾塘村、镜架岙村、中坭村、台洞塘村、英山村、蒲白墩村、中站村、金牛港村、礁横村、宁波站村、叶口山村、灵雅舍村、漕港村、花港村、后洋塘村和盛平山村。